# Zwartzusters (Rupelmonde)
Die in Rupelmonde (Flandern) ansässigen Augustinessen Zwartzusters sind eine Kongregation aus der Familie der Zwartzusters.
Im Jahre 1662 kaufte Maria Magdalena van Baerlant ein am Sint-Jansgasthuis gelegenes Haus und trat kurz darauf mit den Zwarte Zusters van Dendermonde in Kontakt. Nachdem die Schwestern eine Erlaubnis zur Errichtung einer Niederlassung in Rupelmonde erhalten hatten, siedelten sich die Schwestern Josyne Clinckaert, Anna Wuyts und Elisabeth Bonte am 16. Juni 1664 hier an. Bereits im Juli konnte das Kloster mit Joanna Tamin seinen ersten Eintritt vermerken und zählte 1665 bereits sechs Mitglieder, wovon jedoch eine, nämlich Elisabeth Bonte, nach Dendermonde zurückkehrte. Die Bischöfliche Approbation, durch welche das Kloster seine Selbständigkeit erlangte, wurde noch im selben Jahr erteilt. Das beiliegende Sint-Janshospital betreuend, wurde am 9. Oktober 1668 ihre Kapelle zu Ehren der hl. Elisabeth geweiht. Im Allgemeinen das Sint-Janshospital betreuend, pflegten sie, als in den Jahren 1669/70 die Pest herrschte, nicht nur die Kranken innerhalb der Stadt, sondern auch in Bazel, Kruibeek, Beveren und Melsele. Als der Bischof von Gent das Kloster 1680 visitierte, zählte es acht Schwestern, eine Novizin und eine Postulantin. Das Resultat der Visitation war die Feststellung, dass es Klagen über die Novizin wie auch über die mangelhafte Verrichtung der Arbeit im Hospital gab. Gelder, welche einige Schwestern geschenkt bekamen, wurden nicht im Kloster abgegeben, sondern von diesen als Privateigentum betrachtet. Durch Todesfälle und Nachwuchsmangel geriet das noch junge Kloster 1687 stark in Bedrängnis, da es nur noch fünf Schwestern zählte, wovon jedoch zwei schon alt waren. An ambulante Pflege war nicht mehr zu denken, man hatte Mühe genug das Hospital aufrechtzuerhalten. Um das Kloster zu erhalten, berief der Bischof zwei Schwestern aus Pamele, welche auch die Leitungspositionen des Klosters ausfüllen sollten. Die personelle Krise schien überwunden zu sein, denn seit 1690 traten jedes Jahr neue Schwestern in das Kloster ein und das Fest der heiligen Elisabeth wurde zum alljährlichen Professtag. Nachdem die beiden Schwestern 1697 nach Pamele zurückgekehrt waren, zählte der Konvent 11 Mitglieder.
Im Verlauf der Französischen Revolution wurden die 16 Schwestern am 31. Januar 1796 aus ihrem Haus vertrieben, worauf sie jedoch bei Bekannten und Verwandten Unterschlupf finden konnten. Doch schon bald, nämlich am 16. April 1797, wurden sie wieder in ihren Besitz eingewiesen. Die Freude war jedoch nicht von langer Dauer, denn schon kurze Zeit später sollte sie wieder das gleiche Schicksal treffen. Nachdem sie gegen das Urteil der Aufhebung protestiert hatten, wurden sie am 14. Oktober 1798 polizeilich ihres Hauses, aus welchem sie nichts mitnehmen dürften, verwiesen. Obwohl es ihnen verboten war die Ordenstracht zu tragen oder gar unter einem Dach zu wohnen, fanden sie schon bald ein großes Haus an der Bazelstraat. Erst mit dem Konkordat zwischen dem Papst und Napoleon normalisierte sich die Lage wieder, so dass sie seit 1806 wieder ihr Habit tragen und Postulantinnen annehmen konnten.
Nachdem die Kongregation 1829 die königliche Approbation erhalten hatte und die Schwestern auf Anfrage der Stadtverwaltung im Jahre 1837 die Pflege im städtischen Hospital übernommen hatten, bekam das Mutterhaus 1850 endlich seine eigene Kapelle. Im Jahre 1872 übernahmen sie auf eine Anfrage der Stadt Puurs die Pflege im dortigen Sint-Pietersgasthuis, wo sie auch einen Filialkonvent errichteten. Zählte die Gesamtkongregation im Jahre 1841 bereits 41 Profeßschwestern, so lebten 1931 30 Schwestern im Mutterhaus, sechs im städtischen Hospital zu Rupelmonde und sieben in Puurs.
Seit dem Zweiten Weltkrieg hatte die Kongregation keine Neueintritte mehr zu verzeichnen, so dass sie 1964 nur noch drei Schwestern im Mutterhaus und 14 Schwestern in ihren beiden Filialkonventen zählte. Den Versuch der Diözese sie mit den Zwartzusters von Dendermonde zu vereinigen, konnten die Schwestern 1962 verhindern. Doch als man im Jahre 1969 beschloss die Filiale in Puurs aufzulösen und die sieben dort stationierten Schwestern nach Rupelmonde zurückversetzen wollte, traten sechs der Schwestern aus der Kongregation aus. Noch vor dem Jahre 1985 wurde das Mutterhaus an der Bazelstraat 13 aufgegeben und nach Kruibeke verlegt, welches 1985/86 noch mit dem Filialkonvent von Puurs belegt ist. 1997 verließen die letzten beiden Schwestern das Kloster und gingen in ein Altenheim, wo noch eine dritte Schwester tätig war.